# Finale wereldkampioenschap voetbal 1954

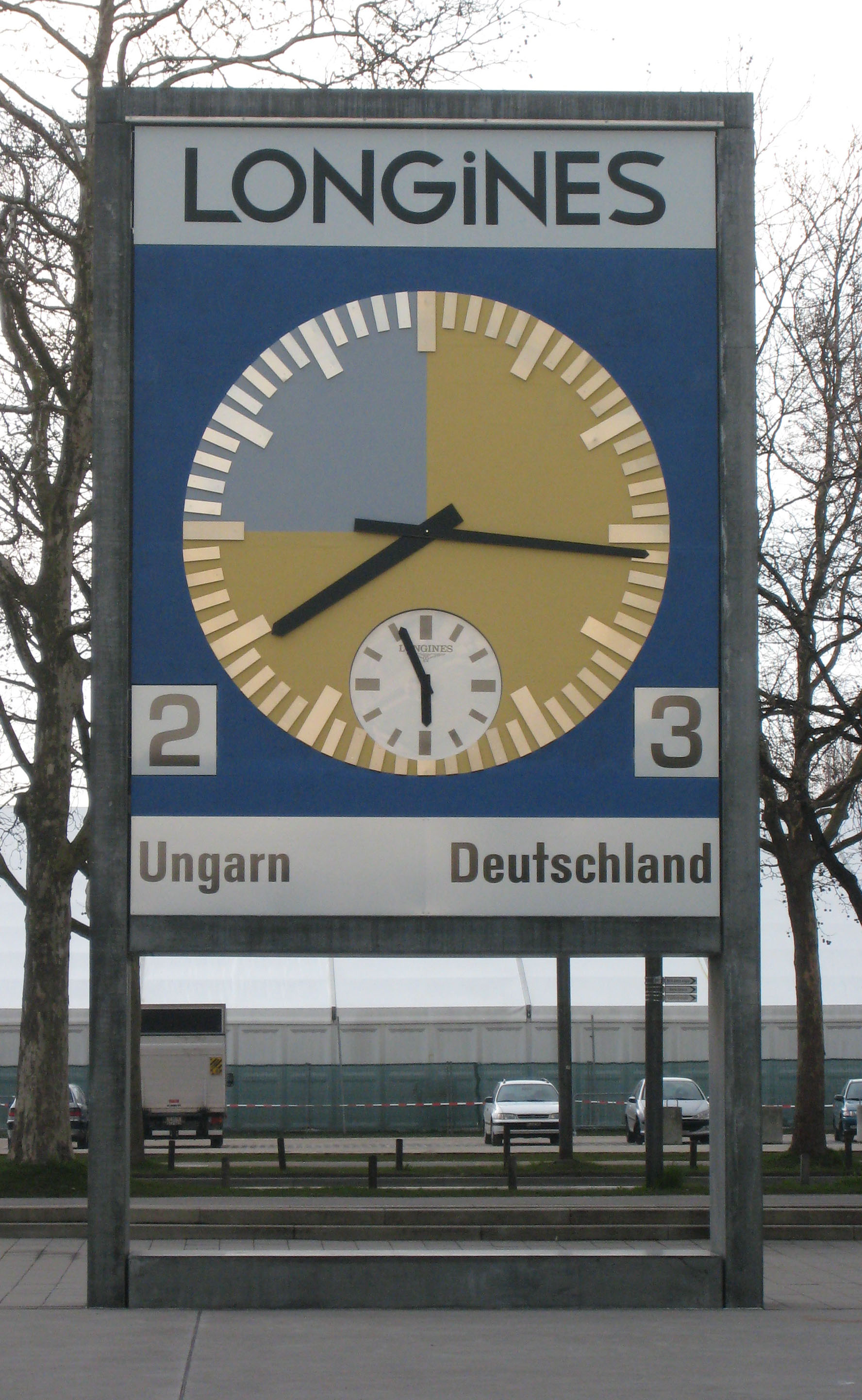
Wedstrijdklok als monument bij het Wankdorfstadion

De finale van het wereldkampioenschap voetbal 1954 was de 5e editie van de voetbalwedstrijd die gespeeld werd in het kader van het FIFA Wereldkampioenschap. De wedstrijd vond plaats op 4 juli 1954 tussen West-Duitsland en Hongarije. De finale vond plaats in het Wankdorfstadion in Bern.
De finale wordt ook wel het wonder van Bern genoemd. Het West-Duitse voetbalelftal versloeg het Hongaars voetbalelftal met 3-2, na eerst met 0-2 te hebben achtergestaan. Deze wedstrijd wordt in Duitsland vaak gezien als het meer dan symbolische omslagpunt van de depressieve jaren na de Tweede Wereldoorlog in West-Duitsland naar de optimistischere periode die door het Wirtschaftswunder gekenmerkt werd. De Duitse radioverslaggever die verslag deed van de finale had het historisch belang van dit resultaat al direct door en sprak de historische woorden: "Wir sind wieder wer." (We zijn weer iemand.)

## Aanloop
In 1952 werd het Hongaarse team met sterspeler Ferenc Puskás als aanvoerder olympisch kampioen op de Spelen van Helsinki, door in de finale Joegoslavië met 2-0 te verslaan. Het Hongaarse team was begin jaren vijftig werkelijk superieur: tussen 1950 en 1954 bleef het in 32 wedstrijden ongeslagen. Het Hongaarse elftal uit deze periode staat bekend als de Magische Magyaren.
Veel indruk maakte in 1953 de sensationele winst van Hongarije in een vriendschappelijke wedstrijd tegen Engeland. De Engelsen verloren op Wembley de Match of the Century met 6-3, de eerste thuisnederlaag van het Engelse nationale elftal in dertig jaar. Puskás scoorde tweemaal in deze wedstrijd, die hij later het hoogtepunt van zijn loopbaan noemde. Nog erger werden de Engelsen vernederd in de return, die de Hongaren in Boedapest wonnen met 7-1. Na de overwinning op Engeland werden de Hongaren, met naast aanvoerder Puskás onder andere Sándor Kocsis en Zoltán Czibor, gezien als het sterkste elftal ter wereld.
In 1954 was dit team dan ook dé grote favoriet om in Zwitserland wereldkampioen te worden. In het begin van het toernooi raakte Puskás in een wedstrijd tegen West-Duitsland, die de Duitsers met 8-3 verloren, ernstig geblesseerd. Zonder hem bereikten de Hongaren toch de finale in Bern, opnieuw tegen West-Duitsland.

## Route naar de finale
| Land (Groep 1) | Wed | W | G | V | DV | DT | Ptn |
| -------------- | --- | - | - | - | -- | -- | --- |
| West-Duitsland | 4   | 3 | 1 | 0 | 12 | 3  | 7   |
| Saarland       | 4   | 1 | 1 | 2 | 4  | 8  | 3   |
| Noorwegen      | 4   | 0 | 2 | 2 | 4  | 9  | 2   |

| Land           | Wed | Win | Gel | Ver | DV | DT | +/− | Pnt |
| -------------- | --- | --- | --- | --- | -- | -- | --- | --- |
| Hongarije      | 2   | 2   | 0   | 0   | 17 | 3  | 14  | 4   |
| West-Duitsland | 2   | 1   | 0   | 1   | 7  | 9  | -2  | 2   |
| Turkije        | 2   | 1   | 0   | 1   | 8  | 4  | 4   | 2   |
| Zuid-Korea     | 2   | 0   | 0   | 2   | 0  | 16 | -16 | 0   |

| Land           | Wed | Win | Gel | Ver | DV | DT | +/− | Pnt |
| -------------- | --- | --- | --- | --- | -- | -- | --- | --- |
| Hongarije      | 2   | 2   | 0   | 0   | 17 | 3  | 14  | 4   |
| West-Duitsland | 2   | 1   | 0   | 1   | 7  | 9  | -2  | 2   |
| Turkije        | 2   | 1   | 0   | 1   | 8  | 4  | 4   | 2   |
| Zuid-Korea     | 2   | 0   | 0   | 2   | 0  | 16 | -16 | 0   |

## Wedstrijddetails
|                                          |                           |       |                     |                                                                                    |
| 4 juli 1954 17:00 MET «onderlinge duels» | West-Duitsland            | 3 – 2 | Hongarije           | Wankdorfstadion, Bern Toeschouwers: 64.000 Scheidsrechter: William Ling (Engeland) |
| 4 juli 1954 17:00 MET «onderlinge duels» | Morlock 10' Rahn 18', 84' |       | 6' Puskás 8' Czibor | Wankdorfstadion, Bern Toeschouwers: 64.000 Scheidsrechter: William Ling (Engeland) |

| West-Duitsland | Hongarije |

| West-Duitsland: |    |                  |
|                 |    |                  |
| GK              | 1  | Toni Turek       |
| RB              | 7  | Josef Posipal    |
| LB              | 3  | Werner Kohlmeyer |
| RM              | 6  | Horst Eckel      |
| CM              | 10 | Werner Liebrich  |
| LM              | 8  | Karl Mai         |
| AM              | 13 | Max Morlock      |
| AM              | 16 | Fritz Walter     |
| RW              | 12 | Helmut Rahn      |
| CF              | 15 | Ottmar Walter    |
| LW              | 20 | Hans Schäfer     |
| Coach:          |    |                  |
| Sepp Herberger  |    |                  |

| Hongarije:    |    |                  |
|               |    |                  |
| GK            | 1  | Gyula Grosics    |
| RB            | 2  | Jenő Buzánszky   |
| CB            | 3  | Gyula Lóránt     |
| LB            | 4  | Mihály Lantos    |
| RM            | 5  | József Bozsik    |
| LM            | 6  | József Zakariás  |
| AM            | 9  | Nándor Hidegkuti |
| RW            | 11 | Zoltán Czibor    |
| CF            | 8  | Sándor Kocsis    |
| CF            | 10 | Ferenc Puskás    |
| LW            | 20 | Mihály Tóth      |
| Coach:        |    |                  |
| Gusztáv Sebes |    |                  |

## Wedstrijdverloop

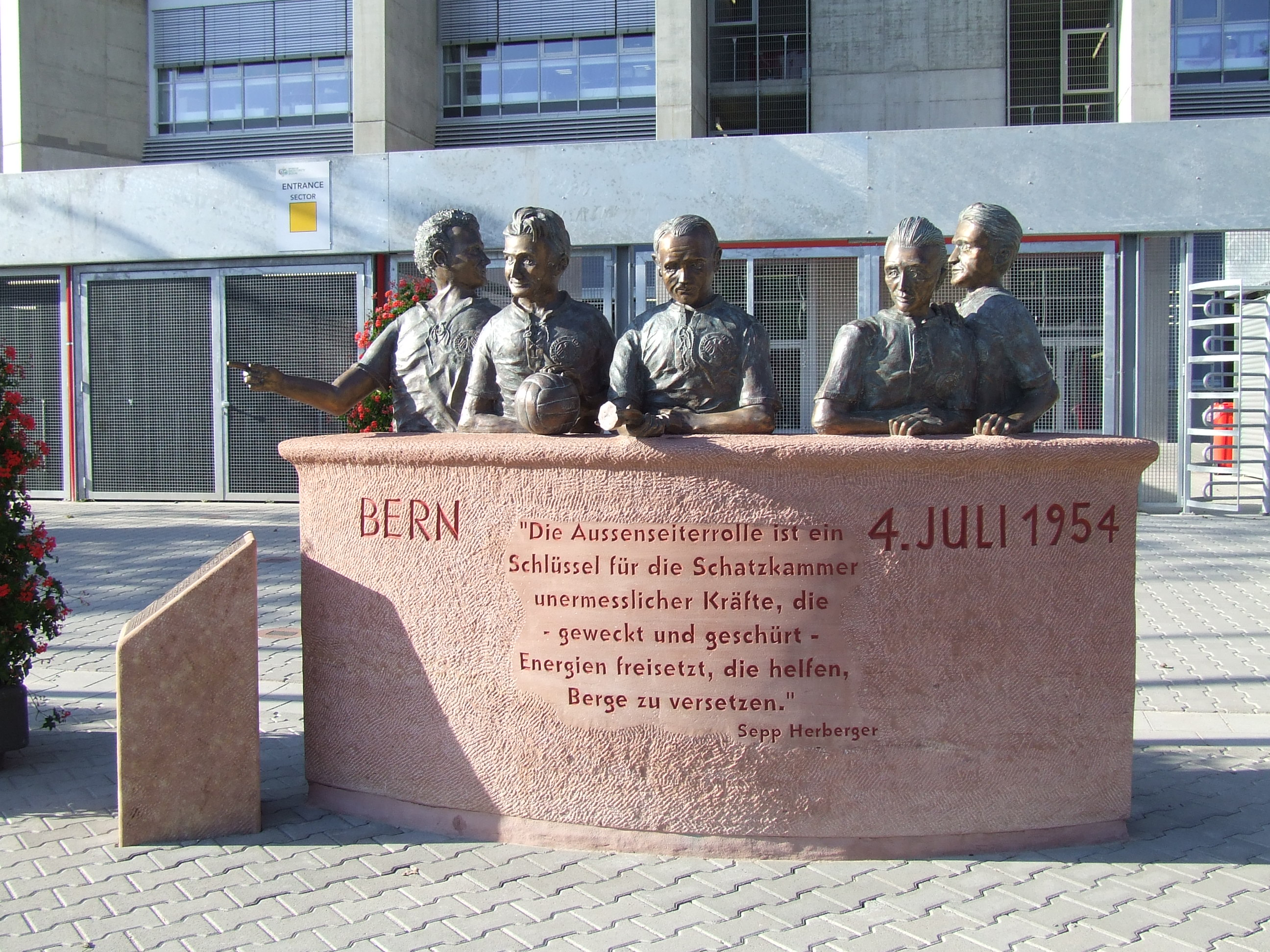
Beeld van de vijf helden van Kaiserslautern voor het Fritz Walter Stadion. Van links naar rechts: Werner Liebrich, Fritz Walter, Werner Kohlmeyer, Horst Eckel, Ottmar Walter.

Puskás werd, nog niet geheel hersteld, opgesteld in de finale. Hij wist binnen enkele minuten al te scoren. De voorsprong van de Hongaren werd al snel door Czibor tot 2-0 vergroot, maar nog voor rust slaagden de Duitsers er via Morlock en Rahn in gelijk te komen. In de 84e minuut bracht Rahn de Duitsers op 3-2. Een tegentreffer door Puskás in de voorlaatste minuut werd afgekeurd. Beide doelpunten zijn nog steeds omstreden, maar door het Wonder van Bern waren de Duitsers wel wereldkampioen. Een bittere pil voor de Hongaren, die ook in 1938 een finale van het wereldkampioenschap hadden verloren.